# Kurt Wachsmann
Kurt Ludwig Erhard Wachsmann (* 6. Mai 1886 in Doktorowo, Kreis Grätz, Provinz Posen; † 31. August 1944 in Ružinov) war ein deutscher Jurist und Staatsbeamter.

## Leben
Wachsmann war ein Sohn des preußischen Landgerichtsdirektors Adolph Wachsmann und seiner Ehefrau Elisabeth geb. Schwinning. Nach dem Schulbesuch studierte er an der Eberhard-Karls-Universität Rechtswissenschaft. 1905 wurde er im Corps Suevia Tübingen recipiert. Nach dem Bestehen des Ersten Juristischen Staatsexamens begann er 1909 den juristischen Vorbereitungsdienst als Gerichtsreferendar. 1910 promovierte er mit einer Arbeit über eine Spezialfrage des bürgerlichen Rechts zum Dr. iur. 1914 folgte die Große Juristische Staatsprüfung und die Ernennung zum Gerichtsassessor. Im selben Jahr, am 25. Mai 1914, heiratete er in Heinersdorf bei Landsberg an der Warthe Olga Perlitz (1887–1944), die Tochter eines Hoteliers.  
Ab 1915 nahm Wachsmann am Ersten Weltkrieg teil. 1917 wurde er zum Kriegsgerichtsrat in Lötzen und zum Polizeirichter in Riga ernannt. 1918 folgte die Beförderung zum Bezirksrichter ebendort.
Nach dem Krieg trat Wachsmann als Hilfsarbeiter in das Landespolizeiamt Berlin ein. Später im selben Jahr wechselte er als Regierungsassessor ins Reichsfinanzministerium, wo er 1920 zum Regierungsrat befördert wurde. Als persönlicher Referent des Reichsministers der Finanzen Matthias Erzberger half er maßgeblich an der Umsetzung der sogenannten Erzbergerschen Reform. 1922 folgte die Beförderung zum Oberregierungsrat und 1924 die Beförderung zum Ministerialrat.
Als der bisherige Reichsminister der Finanzen Hans Luther 1925 zum Reichskanzler ernannt wurde, nahm er Wachsmann als persönlichen Vertrauensmann mit in die Reichskanzlei, wo dieser fortan den Posten eines Referenten einnahm.
Im Oktober 1926 kehrte Wachsmann als Ministerialrat in das Reichsfinanzministerium zurück, wo er 1928 zum Ministerialdirigenten befördert wurde. 1930 wechselte er als Abteilungsleiter im Rang eines Ministerialdirektors ins Reichsernährungsministerium. 1930 und 1931 amtierte Wachsmann als Vertreter des Reichskommissars für die Osthilfe in der Oststelle der Reichskanzlei. Gerhard Schulz gelangt in seiner Studie über die Spätphase der Weimarer Republik zu dem Urteil, dass Wachsmann zwar nicht der Initiator der Osthilfe gewesen sei, jedoch maßgeblich an ihrer „Entwicklung und Ausgestaltung beteiligt war“.
1932 wurde er in den einstweiligen Ruhestand versetzt, jedoch noch im selben Jahr als kommissarischer Leiter des Landesfinanzamtes Schleswig-Holstein reaktiviert.
Um 1935 ist Wachsmann als Mitglied des Vorstands des im Dezember 1932 gegründeten  Deutschen Finanzierungsinstituts (Finag) nachweisbar. Ferner war er zu dieser Zeit Direktor der Tilgungskasse für gewerbliche Kredite (Tilka). Zum Ziel der beiden Institute gehörte es, die Kreditbereitschaft der deutschen Banken zu erhöhen, um somit die Folgen der Weltwirtschaftskrise zu überwinden. Wachsmann war auch Mitglied des Aufsichtsrates der Ersten Böhmischen Kunstseidenfabrik AG.
1942 wurde Wachsmann als 494. Mitglied in die 1809 gegründete Gesetzlose Gesellschaft zu Berlin aufgenommen. 
Wachsmann wurde auf einer Reise am 31. August 1944 zusammen mit seiner Ehefrau und weiteren siebzig Personen während des Slowakischen Nationalaufstands im slowakischen Rosenheim erschossen.

## Schriften
- Ist die Eintragungsbewilligung des § 19 G.B.O. eine Verfügung im Sinne des bürgerlichen Rechts? Dissertation, Universität Rostock, 1910
- Das neue russische Strafgesetzbuch vom 22. März 1903, in der sich aus den Strafrechtsverordnungen im Verwaltungsgebiet Ober-Ost ergebenden Fassung. Verlag I. Guttentag, Berlin 1918
- Kritisches zum neuen Reichshaushaltsplan, in: Der Deutsche Volkswirt 3 (1928/29) S. 959–962
- Wirtschaftspolitische Probleme der Neuen Osthilfe, in: Deutsche Wirtschaftszeitung Heft 9, 1931, 193–196
- Das Osthilfegesetz und seine landwirtschaftliche Problematik, in: Deutsche Agrarpolitik im Rahmen der inneren und äußeren Wirtschaftspolitik, Verlag von Reimar Hobbing, Berlin 1932, Bd. 2, S. 136–70